# Мальтійський хрест (фільм)
«Мальтійський хрест» — російський кінофільм 2008 року, непряме продовження фільму "Хрестоносець".

## Зміст
Головний герой фільму збирається зробити спільну з Францією кінострічку, проте його задумка провалюється. А сам Олександр потрапляє у вир подій, який відбувається зі спадкоємцями дому Романових. На Олександра сиплеться оберемок звинувачень, з якими треба терміново розбиратися, адже за його слідом ідуть не тільки французи, але й росіяни.

## Ролі
| Актор               | Роль                                                |
| ------------------- | --------------------------------------------------- |
| Олександр Іншаков   | Конов Олександр Іванович                            |
| Олег Тактаров       | Віктор Павлович, колекціонер                        |
| Павло Меленчук      | князь Дмитро Романов, спадкоємець                   |
| Юрій Соломін        | Долматов Петро Алекссевіч                           |
| Катерина Архарова   | Мелена                                              |
| Олексій Зав'ялов    | Андрій                                              |
| Алевтина Євдокимова | Наталя Павлівна, бабуся спадкоємця                  |
| Юрій Кузьменков     | Снить                                               |
| Геннадій Венгеров   | Юрій Віталійович, «Термінатор», охоронець Романових |
| Микола Лещуков      | Імператор Павло I                                   |
| Катерина Галахова   | Даша                                                |
| Дмитро Жамойда      | режисер                                             |
| Андрій Невраєв      |                                                     |
| Тетяна Полонська    |                                                     |
| Юлія Полинська      | Женя, капітан ФСБ                                   |
| Юлія Юдинцева       |                                                     |
| Володимир Бадов     |                                                     |
| Володимир Пивоваров | Гаврілич                                            |
| Михайло Георгіу     | Микола                                              |
| Світлана Малюкова   | наречена                                            |
| Олексій Рахманов    | жених                                               |
| Валерій Ненашев     | офіцер розвідки                                     |
| Людмила Уланова     | мама нареченої                                      |